# Арга-Наму-Кюёль
Арга-Наму-Кюёль (также Арганаму-Кюёль) — пресноводное озеро на северо-востоке Якутии, в Верхнеколымском улусе. Расположено в  Ожогинском доле, в левобережной пойме реки Ожогина, в 3,5 км к северо-востоку от озера Улахан-Эбе. Имеет прямоугольную форму, ориентировано с северо-запада на юго-восток.  
Находится на высоте 50 м над уровнем моря. Площадь озера составляет 18,5 км². Длина озера около 6,5 км, максимальная ширина в средней части — 3,6 км. Находится в окружении других озёр, со многими из них связано протоками. Помимо крупного Улахан-Эбе, это Сордоннур (на севере), Котолах и Эмюс-Кюель (на востоке) и Тала-Кюель (на юге).
Берега низкие, слабо изрезанные, покрытые лиственничной тайгой на юге и редколесьем на севере.
Ближайший населенный пункт, село Усун-Кюёль, расположен примерно в 26 км к юго-востоку.